# Listă de scriitori vietnamezi
Aceasta este o listă de scriitori vietnamezi.

## Secolele XIV-XVIII
- Nguyễn Trãi (1380–1442)
- Nguyễn Bỉnh Khiêm (1491–1585)
- Lê Quý Đôn (1726–1784)
- Hồ Xuân Hương (1772–1822)
- Nguyễn Du (1765–1820)

## Secolul XIX
- Trương Vĩnh Ký (1837–1898)

## Secolul XX
- Nhất Linh (1906–1963)
- Vũ Trọng Phụng (1912–1939)
- Hàn Mặc Tử (1912–1940)
- Lưu Trọng Lư (1912–1991)
- Nam Cao (1915–1951)
- Xuân Diệu (1916–1985)
- Chê Lan Viên (1920–1989)
- Tố Hữu (1920–2002)
- Hoàng Cầm (1922–2010)
- Nguyễn Đình Thi (1924–2003)
- Trần Dần (1926–1997)
- Elula Perrin (1929–2003)
- Nguyên Khai (1930–2008)
- Nguyễn Kiến (* 1935)
- Ma Văn Kháng (* 1936)
- Bằng Việt (* 1941)
- Hữu Thịnh (* 1942)
- Dương Thu Hương (* 1947)
- Nguyen Duc Mau (* 1948)
- Nguyễn Huy Thiệp (* 1950)
- Bảo Ninh (* 1952)
- Nguyễn Nhật Ánh (* 1955)
- Lan Cao (* 1961)

Die folgende Übersicht ist eine Liste vietnamesischer Schriftsteller und Dichter.

## 14.–18. Jahrhundert
- Nguyễn Trãi (1380–1442)
- Nguyễn Bỉnh Khiêm (1491–1585)
- Lê Quý Đôn (1726–1784)
- Hồ Xuân Hương (1772–1822)
- Nguyễn Du (1765–1820)

## 19. Jahrhundert
- Trương Vĩnh Ký (1837–1898)

## 20. Jahrhundert
- Nhất Linh (1906–1963)
- Vũ Trọng Phụng (1912–1939)
- Hàn Mặc Tử (1912–1940)
- Lưu Trọng Lư (1912–1991)
- Nam Cao (1915–1951)
- Xuân Diệu (1916–1985)
- Chê Lan Viên (1920–1989)
- Tố Hữu (1920–2002)
- Hoàng Cầm (1922–2010)
- Nguyễn Đình Thi (1924–2003)
- Trần Dần (1926–1997)
- Elula Perrin (1929–2003)
- Nguyên Khai (1930–2008)
- Nguyễn Kiến (* 1935)
- Ma Văn Kháng (* 1936)
- Bằng Việt (* 1941)
- Hữu Thịnh (* 1942)
- Dương Thu Hương (* 1947)
- Nguyen Duc Mau (* 1948)
- Nguyễn Huy Thiệp (* 1950)
- Bảo Ninh (* 1952)
- Nguyễn Nhật Ánh (* 1955)
- Lan Cao (* 1961)